# Ralph Metzner
Pour les articles homonymes, voir Metzner.
Ralph Metzner, né le 18 mai 1936 à Berlin et mort le 14 mars 2019, est un psychologue, un philosophe et un écrivain américain.

## Biographie
Ralph Metzner a suivi des études de philosophie et de psychologie à l'université Harvard. En 1964, il coécrit L'Expérience psychédélique avec Timothy Leary et Richard Alpert, un manuel de préparation spirituelle à l'absorption de psychédéliques, basé sur le Livre des morts tibétain qui a une grande influence sur le mouvement hippie.
Il est psychothérapeute et professeur au California Institute of Integral Studies où il enseigne la psychologie environnementale.
Il est président et cofondateur de la Green Earth Foundation, une organisation écologiste éducative prônant l'harmonie entre les hommes et la nature.[réf. souhaitée]

## Publications
- 1964 : The Psychedelic Experience: A Manual Based on the Tibetan Book of the Dead, en collaboration avec Timothy Leary, Richard Alpert / Karma-Glin-Pa Karma Lingpa Bar Do Thos Grol Bardo Thödol.  (ISBN 0806516526)
- The Ecstatic Adventure (1968)
- Maps of Consciousness (1971)
- Know Your Type (1978)
- The Well of Remembrance (1994)
- The Unfolding Self (1998)
- Green Psychology (1999)
- Ayahuasca: Hallucinogens, Consciousness, and the Spirit of Nature (1999)
- Sacred Mushroom of Visions: Teonanacatl (2004)
- Sacred Vine of Spirits: Ayahuasca (2006)
- The Expansion of Consciousness (2008)
- The Roots of War and Domination (2008)
- Alchemical Divination (2009)
- Mind Space Time Stream (2009)
- Birth of a Psychedelic Culture: Conversations about Leary, the Harvard Experiments, Millbrook and the Sixties (2010)
- The Toad and the Jaguar (2013)

## Discographie
- Bardo blues, 2005